# جام ملت‌های زنان آسیا ۱۹۷۷
جام ملت‌های زنان آسیا ۱۹۷۷ دومین دوره رقابت‌های فوتبال جام ملت‌های زنان آسیا بود که توسط ای‌اف‌سی و به میزبانی کشور چین تایپه برگزار شد.

## تیم‌های راه‌یافته
- ۶ تیم راه‌یافته به جام ملت‌های زنان آسیا ۱۹۷۷:
- جمهوری چین
- هنگ کنگ
- ژاپن
- سنگاپور
- اندونزی
- تایلند